# Tectaria barteri
Tectaria barteri är en ormbunkeart som först beskrevs av John Smith, och fick sitt nu gällande namn av Carl Frederik Albert Christensen. Tectaria barteri ingår i släktet Tectaria och familjen Tectariaceae. Inga underarter finns listade.